# شريف سنبل
شريف سنبل (مواليد 6 ديسمبر 1956) هو مصور مصري متخصص في مجالات الهندسة المعمارية والفنون الجميلة والتصوير الصحفي.

## وقت مبكر من الحياة
ولد سنبل في الجيزة بمصر. درس التأمين في جامعة القاهرة والتحق بمعهد التأمين القانوني في لندن. عمل لصالح الشركة المصرية لإعادة التأمين باعتباره ضامن التأمين البحري. كان شاهدًا عرضيًا لرافعة بين مدير التأمين البحري للشركة ورئيس النقابة. بعد أن علق في وضع بيروقراطي حساس، قيل لسنبل وهو يدلي بشهادته حول الحادث أنه يعني نهاية حياته المهنية في مجال التأمين. نتيجة ذلك، قرر متابعة إحدى اهتماماته - التصوير الفوتوغرافي - وجرب حظه في الأهرام، حيث سرعان ما بدأ العمل بالقطعة.

## كتب
- «الأوبرا 1988-1993»، دار الأوبرا المصرية 1993.
- «عايدة»، دار الأوبرا المصرية 1999.[2]
- «فراعنة الشمس: أخناتون، نفرتيتي، توت عنخ آمون»، بولفينش ومتحف بوسطن للفنون الجميلة 1999،(ردمك 0-8212-2620-7) (مساهم).
- «بحيرة البجع للأطفال»، دار الأوبرا المصرية 2000.
- «موالد! كرنفالات الإيمان»، الجامعة الأمريكية بالقاهرة، 2001 (ردمك 977-424-519-9).
- «الفن المملوكي: روعة وسحر السلاطين»، متحف بلا حدود وعبر المحيط الأطلسي، 2001، (ردمك 1-874044-37-6)
- «الفراعنة»، بومبياني آرتي وتيمز وهدسون، 2002، (ردمك 88-7423-023-0) (المساهم الرئيسي).
- «40 أهرامات مصر وجيرانها»، سايبروس، 2005، (ردمك 977-5052-17-3)
- «40 أهرامات مصر وجيرانها»، النسخة العربية، الحياة المصرية الأسمى للكتاب، 2005، (ردمك 977-419-690-2)
- «القصور والفيلات المصرية»، أبرامز والجامعة الأمريكية في القاهرة، 2006، (ردمك 978-0-8109-5538-7)
- «كنائس مصر: من رحلة العائلة المقدسة إلى يومنا هذا»، الجامعة الأمريكية بالقاهرة، 2007، (ردمك 978-977-416-106-3).
- «فنون المدينة المنتصرة»، جامعة ييل، 2008، (ردمك 978-0-300-13542-8) (المساهم الرئيسي).
- «المسيحية والرهبنة في وادي النطرون: مقالات من الندوة الدولية 2002 لمؤسسة القديس مرقس والجمعية القبطية للقديس شنودة الأرشمندريت»، تحرير ماجد س. ميخائيل ومارك موسى، الجامعة الأمريكية بالقاهرة، 2009، (ردمك 978-977-416-260-2) (صورة الغلاف).
- «الأوبرا 1988-2008»، دار الأوبرا المصرية، 2009.[3]
- «قصر الطاهرة، جوهرة في حديقة مهيبة» (CULTNAT / مكتبة الإسكندرية، 2009، (ردمك 978-977-452-144-7)
- «رحلة النيل، رحلة مصورة»، الجامعة الأمريكية بالقاهرة، 2010، (ردمك 978-977-416-302-9)
- «عجائب معبد حورس: صوت ونور إدفو»، الجامعة الأمريكية بالقاهرة، 2011، (ردمك 978-977-638-900-7). مقدمة بقلم زاهي حواس.
- «تاريخ مصر القديمة وتراثها الديني: قلعتها وكنائسها وكنيسها ومسجدها»، الجامعة الأمريكية بالقاهرة، 2013، (ردمك 978-977-416-459-0).[4]

- Der Turmbau Zu Babel - Ursprung und Vielfalt von Sprache und Schrift (Kunsthistorisches Museum Wien & Skira، 2003،(ردمك 3-85497-055-2) &(ردمك 88-8491-534-1) (مساهم).

## روابط خارجية
- موقع ويب شريف سنبل
- الأهرام ويكلي
- الاهرام اون لاين
- دار الأوبرا المصرية